# Бушкин, Пётр Иванович
Пётр Иванович Бушкин (10.07.1915—04.07.2000) — командир миномётного расчёта 246-го гвардейского стрелкового полка (82-я гвардейская стрелковая дивизия, 8-я гвардейская армия, 3-й Украинский фронт) гвардии сержант, участник Великой Отечественной войны, кавалер ордена Славы трёх степеней.

## Биография
Родился 10 июля 1915 года в селе Малый Мелик (ныне — в Балашовском районе Саратовской области) в семье крестьянина. Русский. В 1928 году окончил 5 классов сельской школы. Работал в колхозе, бригадиром полеводческой бригады, затем был секретарём сельсовета.
В августе 1942 года был призван в Красную Армию Балашовским райвоенкоматом. В действующей армии с сентября 1942 года. Весь свой боевой путь прошёл в одном стрелковом полку, 321-я (с октября 1943 года — 82-й гвардейской) стрелковой дивизии. Был наводчиком 82-мм миномёта, затем командиром миномётного расчёта. В ноябре принял участие в Сталинградской битве. После разгрома врага под Сталинградом участвовал в боях на Южном фронте, а летом 1943 года на Северском Донце в составе Юго-Западного фронта. В этих боях гвардии сержант Бушкин уже командовал миномётным расчётом.
17 июля 1943 года со своим расчётом миномётным огнём уничтожил до 25 гитлеровцев, разбил блиндаж и станковый пулемёт с расчётом. Был ранен, в августе уже вернулся в строй. Награждён медалью «За боевые заслуги».
5 февраля 1944 года при прорыве обороны противника южнее села Павлополье (Никопольский район Днепропетровской области Украины) гвардии сержант Бушкин огнём с открытой позиции подавил 3 вражеских пулемёта, разрушил 6 блиндажей, поразил 3 повозки, истребил до 100 гитлеровцев.
Приказом по частям 182-й гвардейской дивизии от 31 марта 1944 года (№ 50/н) гвардии сержант Бушкин Пётр Иванович награждён орденом Славы 3-й степени.
В июне 1944 года дивизия была выведена в резерв Ставки ВГК и затем включена в состав 1-го Белорусского фронта. Миномётчик Бушкин с боями прошёл от Ковеля до Вислы, участвовал в боях на Сандомирском плацдарме и в январе 1945 года — Висло-Одерской операции.
14 января 1945 года при прорыве обороны под селом Загробы гвардии сержант Бушкин с расчётом быстрым и метким огнём разрушил вражеский блиндаж, подавил 2 огневые точки, истребил до 20 солдат противника.
Приказом по войскам 8-й гвардейской дивизии от 11 февраля 1945 года (№ 476/н) гвардии сержант Бушкин Пётр Иванович награждён орденом Славы 2-й степени. В дальнейшем в составе своей дивизии участвовал в боях при штурме городов Познань и Кюстрин, в Берлинской наступательной операции.
21-27 апреля 1945 года в бою на подступах к городу Берлин (Германия) гвардии сержант Бушкин с расчётом вывел из строя 2 миномёта, 8 пулемётов, 2 автомобиля с боеприпасами и много солдат противника. 27 апреля при переправе через канал Кройцбер миномётный расчёт Бушкина следовал с передовой ротой. Когда пулемёт противника открыл огонь по наступавшим, миномётчики тут же его уничтожили. Кода вышел из строя командир миномётного взвода и наводчик, взял командование взводом на себя, встал на место наводчика. Под сильным пулемётным огнём и огнём фаустников сменил позицию и продолжал вести огонь. Когда вражеский огонь несколько стих, сержант перенёс своего наводчика в безопасное место и продолжал командовать взводом.
День победы встретил в Берлине. В ноябре 1945 года гвардии старшина был демобилизован.
Указом Президиума Верховного Совета СССР от 15 мая 1946 года гвардии сержант Бушкин Пётр Иванович награждён орденом Славы 1-й степени. Стал полным кавалером ордена Славы.
Вернулся в родное село Малый Мелик Балашовского района Саратовской области. Работал в колхозе «Красная заря».
Скончался 4 июля 2000 года. Похоронен в селе Малый Мелик Балашовский район.

## Награды
- Орден Отечественной войны I степени (11.03.1985)[3]
- Полный кавалер ордена Славы:
  - орден Славы I степени (15.05.1946)[4];
  - орден Славы II степени (11.02.1945)[5];
  - орден Славы III степени (31.03.1944)[6];
- медали, в том числе:
  - «За боевые заслуги» (04.09.1943)[7]
  - «За оборону Сталинграда» (1.5.1944)
  - «За взятие Берлина» (9.5.1945)[8]
  - «В ознаменование 100-летия со дня рождения Владимира Ильича Ленина» (6 апреля 1970)
  - «За победу над Германией в Великой Отечественной войне 1941—1945 гг.» (9 мая 1945[9])

- - «20 лет Победы в Великой Отечественной войне 1941—1945 гг.» (7 мая 1965[10])
  - «30 лет Победы в Великой Отечественной войне 1941—1945 гг.»[11]
  - 40 лет Победы в Великой Отечественной войне 1941—1945 гг.[12]
  - «30 лет Советской Армии и Флота»[13]
  - «40 лет Вооружённых Сил СССР»[14]
  - «50 лет Вооружённых Сил СССР» (26 декабря 1967[15])
- Знак «25 лет победы в Великой Отечественной войне» (1970)

## Память
- На могиле установлен надгробный памятник
- Его имя увековечено в Главном Храме Вооружённых сил России, и навсегда запечатлено на мемориале «Дорога памяти»